# Deutsche Leichtathletik-Hallenmeisterschaften 2017
Die 64. Deutschen Leichtathletik-Hallenmeisterschaften wurden am 18. und 19. Februar 2017 in der Arena Leipzig ausgetragen. Damit richtete Leipzig zum siebten Mal, und das zweite Mal in Folge, die nationalen Hallenmeisterschaften aus. Die Veranstaltung war ausverkauft.
Es wurden 13 deutsche Jahresbestleistungen und ebenfalls 13 neue Normerfüllungen für die Halleneuropameisterschaften in Belgrad aufgestellt.

## Ausgelagerte Wettbewerbe
Aus zeitlichen oder organisatorischen Gründen wurden verschiedene Wettbewerbe nicht im Rahmen dieser Veranstaltung ausgetragen. Im Jahr 2017 waren dies:
- Siebenkampf: 28. bis 29. Januar in der Leichtathletik-Halle in Hamburg
- Fünfkampf: 28. bis 29. Januar in der Leichtathletik-Halle in Hamburg
- 3-mal-800-Meter-Staffel: 26. Februar im Glaspalast Sindelfingen in Sindelfingen
- 3-mal-1000-Meter-Staffel: 26. Februar im Glaspalast Sindelfingen in Sindelfingen
- 3000-Meter-Bahngehen: 5. März in der Leichtathletikhalle Erfurt
- 5000-Meter-Bahngehen: 5. März in der Leichtathletikhalle Erfurt

## Medaillengewinner

### Frauen
| Disziplin         | Gold                                                                                | Leistung     | Silber                                                                   | Leistung     | Bronze                                                               | Leistung     |
| ----------------- | ----------------------------------------------------------------------------------- | ------------ | ------------------------------------------------------------------------ | ------------ | -------------------------------------------------------------------- | ------------ |
| 60 m              | Gina Lückenkemper (LG Olympia Dortmund)                                             | 7,14 s       | Rebekka Haase (LV 90 Erzgebirge)                                         | 7,16 s       | Lisa Mayer (Sprintteam Wetzlar)                                      | 7,18 s       |
| 200 m             | Rebekka Haase (LV 90 Erzgebirge)                                                    | 22,77 s      | Lara Matheis (TSG Gießen-Wieseck)                                        | 23,22 s      | Nadine Gonska (MTG Mannheim)                                         | 23,48 s      |
| 400 m             | Lara Hoffmann (LT DSHS Köln)                                                        | 52,90 s      | Carolin Walter (TSV Bayer 04 Leverkusen)                                 | 53,60 s      | Laura Gläsner (VfL Eintracht Hannover)                               | 53,65 s      |
| 800 m             | Christina Hering (LG Stadtwerke München)                                            | 2:06,52      | Mareen Kalis (LG Stadtwerke München)                                     | 2:07,41 min  | Rebekka Ackers (TSV Bayer 04 Leverkusen)                             | 2:08,93 min  |
| 1500 m            | Konstanze Klosterhalfen (TSV Bayer 04 Leverkusen)                                   | 4:04,91 min  | Denise Krebs (TV Wattenscheid 01)                                        | 4:25,34 min  | Lena Klaassen (TSV Bayer 04 Leverkusen)                              | 4:26,07 min  |
| 3000 m            | Alina Reh (SSV Ulm 1846)                                                            | 8:53,56 min  | Gesa Felicitas Krause (Silvesterlauf Trier)                              | 8:56,13 min  | Hanna Klein (SG Schorndorf 1846)                                     | 8:57,86 min  |
| 3000 m Bahngehen  | Teresa Zurek (SC Potsdam)                                                           | 13:15,10 min | Julia Richter (SC Potsdam)                                               | 13:40,78 min | Julia Henze (ASV Erfurt)                                             | 14:31,50 min |
| 60 m Hürden       | Pamela Dutkiewicz (TV Wattenscheid 01)                                              | 7,79 s       | Cindy Roleder (SV Halle)                                                 | 7,84 s       | Ricarda Lobe (MTG Mannheim)                                          | 7,99 s       |
| 4 × 200 m Staffel | LG Olympia DortmundMarilena Scharff Gina Lückenkemper Alexandra Selzer Klara Leusch | 1:35,41 min  | SCC BerlinSvea Köhrbrück Hendrikje Richter Carolin Lachmann Alena Gerken | 1:37,10 min  | LC PaderbornInna Weit Josefina Elsler Alina Kuß Chantal Butzek       | 1:37,12 min  |
| 3 × 800 m Staffel | TSV Bayer 04 Leverkusen 1Carolin Walter Sarah Schmidt Konstanze Klosterhalfen       | 6:16,25 min  | LG Stadtwerke MünchenKatharina Trost Christine Gess Mareen Kalis         | 6:28,67 min  | TSV Bayer 04 Leverkusen 2Rebekka Ackers Fiona Kierdorf Lena Klaassen | 6:32,55 min  |
| Hochsprung        | Marie-Laurence Jungfleisch (VfB Stuttgart)                                          | 1,92 m       | Jossie Graumann (LG Nord Berlin)                                         | 1,89 m       | Katarina Mögenburg (TSV Bayer 04 Leverkusen)                         | 1,83 m       |
| Stabhochsprung    | Lisa Ryzih (ABC Ludwigshafen)                                                       | 4,65 m       | Annika Roloff (MTV 49 Holzminden)                                        | 4,40 m       | Regine Kramer (TSV Bayer 04 Leverkusen)                              | 4,30 m       |
| Weitsprung        | Claudia Salman-Rath (LG Eintracht Frankfurt)                                        | 6,72 m       | Alexandra Wester (ASV Köln)                                              | 6,48 m       | Xenia Stolz (Wiesbadener LV)                                         | 6,34 m       |
| Dreisprung        | Jenny Elbe (Dresdner SC)                                                            | 14,07 m      | Kristin Gierisch (LAC Erdgas Chemnitz)                                   | 13,69 m      | Neele Eckhardt (LG Göttingen)                                        | 13,61 m      |
| Kugelstoßen       | Christina Schwanitz (LV 90 Erzgebirge)                                              | 18,50 m      | Alina Kenzel (VfL Waiblingen)                                            | 17,28 m      | Katharina Maisch (TuS Metzingen)                                     | 17,11 m      |
| Fünfkampf         | Mareike Arndt (TSV Bayer 04 Leverkusen)                                             | 4210 Punkte  | Sophie Hamann (TuS Metzingen)                                            | 4066 Punkte  | Vanessa Grimm (LG Reinhardswald)                                     | 3941 Punkte  |

### Männer
| Disziplin          | Gold                                                                        | Leistung     | Silber                                                                                 | Leistung     | Bronze                                                                           | Leistung     |
| ------------------ | --------------------------------------------------------------------------- | ------------ | -------------------------------------------------------------------------------------- | ------------ | -------------------------------------------------------------------------------- | ------------ |
| 60 m               | Michael Bryan (TSG 1862 Weinheim)                                           | 6,67 s       | Maurice Huke (TV Wattenscheid 01)                                                      | 6,68 s       | Robin Erewa (TV Wattenscheid 01)                                                 | 6,68 s       |
| 200 m              | Robin Erewa (TV Wattenscheid 01)                                            | 20,52 s      | Aleixo-Platini Menga (TSV Bayer 04 Leverkusen)                                         | 20,96 s      | Maurice Huke (TV Wattenscheid 01)                                                | 21,00 s      |
| 400 m              | Marc Koch (LG Nord Berlin)                                                  | 46,40 s      | Marvin Schlegel (LAC Erdgas Chemnitz)                                                  | 46,78 s      | Florian Weeke (LT DSHS Köln)                                                     | 10,28 s      |
| 800 m              | Robert Farken (SC DHfK Leipzig)                                             | 1:49,78 min  | Christoph Kessler (LG Region Karlsruhe)                                                | 1:49,81 min  | Jan Riedel (Dresdner SC 1898)                                                    | 1:50,06 min  |
| 1500 m             | Marius Probst (TV Wattenscheid 01)                                          | 3:41,40 min  | Florian Orth (LG Telis Finanz Regensburg)                                              | 3:44,48 min  | Stefan Hettich (TSV Gomaringen)                                                  | 3:46,64 min  |
| 3000 m             | Richard Ringer (VfB Friedrichshafen)                                        | 7:59,68 min  | Florian Orth (LG Telis Finanz Regensburg)                                              | 8:01,10 min  | Timo Benitz (LG farbtex Nordschwarzwald)                                         | 8:01,31 min  |
| 5000 m Bahngehen   | Christopher Linke (SC Potsdam)                                              | 19:08,82 min | Nils Brembach (SC Potsdam)                                                             | 19:16,67 min | Karl Junghannß (Erfurter LAC)                                                    | 19:53,44 min |
| 60 m Hürden        | Erik Balnuweit (TV Wattenscheid 01)                                         | 7,62 s       | Michael Pohl (Wiesbadener LV)                                                          | 7,74 s       | Roy Schmidt (SC DHfK Leipzig)                                                    | 7,75 s       |
| 4 × 200 m Staffel  | TV Wattenscheid 01Robin Erewa Maurice Huke Carlo Weckelmann Maximilian Ruth | 1:24,83 min  | TSV Bayer 04 LeverkusenDaniel Hoffmann Tobias Lange Christian Heimann Robert Polkowski | 1:26,39 min  | SC MagdeburgJonas Bernhagen Thomas Barthel Moritz Andrä Maurice Fritz Ahlfaenger | 1:28,13 min  |
| 3 × 1000 m Staffel | LG farbtex NordschwarzwaldSebastian Karl Denis Bäuerle Timo Benitz          | 7:19,75 min  | LG Region KarlsruheChristoph Uhl Holger Körner Christoph Kessler                       | 7:22,38 min  | LSC Höchstadt/AischTobias Budde Marco Kürzdörfer Martin Grau                     | 7:25,63 min  |
| Hochsprung         | Mateusz Przybylko (TSV Bayer 04 Leverkusen)                                 | 2,20 m       | Tobias Potye (LG Stadtwerke München)                                                   | 2,20 m       | Tim Schenker (LAC Erdgas Chemnitz)                                               | 2,17 m       |
| Stabhochsprung     | Raphael Holzdeppe (LAZ Zweibrücken)                                         | 5,68 m       | Florian Gaul (VfL Sindelfingen)                                                        | 5,58 m       | Malte Mohr (TV Wattenscheid 01)                                                  | 5,48 m       |
| Weitsprung         | Julian Howard (LG Region Karlsruhe)                                         | 7,82 m       | Gianluca Puglisi (Königsteiner LV)                                                     | 7,71 m       | Philipp Menn (LG Kindelsberg Kreuztal)                                           | 7,61 m       |
| Dreisprung         | Max Heß (LAC Erdgas Chemnitz)                                               | 16,71 m      | Vincent Vogel (LAC Erdgas Chemnitz)                                                    | 15,43 m      | Martin Japer (VfB Stuttgart 1893)                                                | 15,37 m      |
| Kugelstoßen        | David Storl (SC DHfK Leipzig)                                               | 20,98 m      | Dennis Lewke (SC Magdeburg)                                                            | 19,25 m      | Bodo Göder (SR Yburg Steinbach)                                                  | 19,02 m      |
| Siebenkampf        | Mathias Brugger (SSV Ulm 1846)                                              | 5981 Punkte  | Tim Nowak (SSV Ulm 1846)                                                               | 5815 Punkte  | Marvin Gregor (LC Paderborn)                                                     | 5208 Punkte  |